# Heteropoda spenceri
Heteropoda spenceri là một loài nhện trong họ Sparassidae.
Loài này thuộc chi Heteropoda. Heteropoda spenceri được Hugh Davies miêu tả năm 1994.